# Narcissus gaditanus
Narcisse de Cadix
Espèce
Statut de conservation UICN

 NT  : Quasi menacé
Le Narcisse de Cadix (Narcissus gaditanus) est une espèce de plantes de la famille des Amaryllidacées présente dans le sud de l'Espagne et du Portugal.